# Caracaraí
Caracaraí è un comune brasiliano dello stato del Roraima. La sua popolazione è di 20 537 abitanti e la sua area è di 47 411 chilometri quadri (18 305 mi²), che lo rende il più grande comune dello stato del Roraima.
La parola caracaraí significa "piccolo falco", un uccello molto comune nella regione.
Il comune contiene la stazione ecologica di Caracaraí e la stazione ecologica di Niquiá.
Il suo territorio taglia il Roraima in due e mantiene i confini sia con lo stato brasiliano dell'Amazonas sia con il Venezuela. Non è l'unico comune nello stato a farlo; Caroebe confina sia con lo stato che con il paese e confina anche con il Pará.